# صاف روبه‌روی صورتم
«صاف روبه‌رو صورتم» تک‌آهنگی از هنرمند اهل ایالات متحده آمریکا ماریا کری، نیکی میناژ است که در ۱۶ ژانویه ۲۰۱۰ منتشر شد.